# Iván Massagué
Iván Massagué Horta (Barcelona, 4 de septiembre de 1976) es un actor español que trabaja en cine, teatro y televisión. 

## Biografía
Realizó pequeños papeles en televisión hasta su participación en el tramo final de la serie 7 vidas, donde interpretó a Johnny. Más adelante, tuvo un papel de Narcos y entre 2011 y 2013 interpretó a Burbuja en la serie El Barco en Antena 3. En 2014 protagonizó la película española Pancho, el perro millonario. Regresó a la televisión como protagonista en la serie de Cuatro Gym Tony, junto a Antonia San Juan y Usun Yoon, entre otros. En 2020 protagoniza la película El hoyo y en 2021 la serie de Prime Video Parot, donde hace de antagonista.

## Filmografía

### Cine
| Año  | Título                                        | Personaje               | Director                        |
| ---- | --------------------------------------------- | ----------------------- | ------------------------------- |
| 2002 | Mi casa es tu casa                            | Nacho                   | Miguel Álvarez                  |
| 2002 | Peor imposible, ¿qué puede fallar?            | Pedro                   | David Blanco y José Semprún     |
| 2003 | Nudos                                         | Antonio                 | Lluís María Guëll               |
| 2003 | Soldados de Salamina                          | Quim Figueras (20 años) | David Trueba                    |
| 2003 | Las maletas de Tulse Luper                    | Luper (joven)           | Peter Greenaway                 |
| 2004 | XXL                                           | Laski                   | Julio Sánchez Valdés            |
| 2004 | Entre vivir y soñar                           | Félix (joven)           | Alfonso Albacete y David Menkes |
| 2006 | El laberinto del fauno                        | El Tarta                | Guillermo del Toro              |
| 2006 | Tu vida en 65'                                | Albert Castillo         | María Ripoll                    |
| 2007 | Déjate caer                                   | Grabi                   | Jesús Ponce                     |
| 2011 | El Barco                                      | Burbuja                 | David Molina y Sandra Gallego   |
| 2013 | Los últimos días                              | Lucas                   | David y Álex Pastor             |
| 2014 | Kamikaze                                      | Camilo                  | Álex Pina                       |
| 2014 | Pancho, el perro millonario                   | Alberto                 | Tom Fernández                   |
| 2016 | Cerca de tu casa                              | Dani                    | Eduard Cortés                   |
| 2018 | El año de la paga                             | Víctor Negro            | C. Martín Ferrera               |
| 2019 | El hoyo                                       | Goreng                  | Galder Gaztelu-Urrutia          |
| 2022 | Escape Room: la película                      | Rai                     | Héctor Claramunt                |
| 2022 | Bardo, falsa crónica de unas cuantas verdades | Hernán Cortés           | Alejandro González Iñárritu     |
| 2022 | Asombrosa Elisa                               | Esteban                 | Sadrac González                 |
| 2023 | Esperando a Dalí                              | Fernando                | David Pujol                     |
| 2023 | Las buenas compañías                          | Rafa                    | Silvia Munt                     |
| 2023 | Fenómenas                                     | Enrique                 | Carlos Therón                   |
| 2023 | Culpa mía                                     | Jonás Morán             | Domingo González                |

### Televisión
| Año       | Título                                       | Personaje                        | Notas                                      |
| --------- | -------------------------------------------- | -------------------------------- | ------------------------------------------ |
| 2000      | Estudio 1                                    | Mensajero local                  | 1 episodio                                 |
| 2000      | El grupo                                     | Amigo de Fidel                   | Recurrente; 6 episodios                    |
| 2001      | El comisario                                 | Camello                          | 1 episodio                                 |
| 2001      | Policías, en el corazón de la calle          | Capi                             | 1 episodio                                 |
| 2001      | Només per tu                                 | Cambrer 1                        | Telefilme                                  |
| 2002      | Hospital Central                             | Adrián                           | Recurrente (temporada 3); 4 episodios      |
| 2002      | Viento del pueblo: Miguel Hernández          | Antonio Buero Vallejo            | Elenco principal (miniserie); 1 episodio   |
| 2002–2005 | El cor de la ciutat                          | Gus Cerqueda                     | Recurrente; 23 episodios                   |
| 2005–2006 | 7 vidas                                      | Juan Federico «Johnny» Hernández | Recurrente (temporadas 14–15); 9 episodios |
| 2007      | La vía Augusta                               | Aarón                            | Recurrente; 4 episodios                    |
| 2007      | Presumptes implicats                         | Berni                            | Telefilme                                  |
| 2007–2009 | La familia Mata                              | Marcos Mata Arias                | Elenco principal; 36 episodios             |
| 2010      | La isla de los nominados                     | Juanjo                           | Elenco principal; 11 episodios             |
| 2010      | Raphael: una historia de superación personal | Paco                             | Elenco principal (miniserie); 2 episodios  |
| 2010      | Impares                                      | Maxi                             | Recurrente; 6 episodios                    |
| 2010–2011 | Impares Premium                              | Maxi                             | Elenco principal; 10 episodios             |
| 2011      | Los misterios de Laura                       | Hermano Jacinto                  | 1 episodio                                 |
| 2011–2013 | El barco                                     | Roberto Schneider «Burbuja»      | Elenco principal; 43 episodios             |
| 2014–2016 | Gym Tony                                     | Antonio «Tony» Rovirosa          | Protagonista; 313 episodios                |
| 2018      | MasterChef Celebrity                         | Él mismo                         | Concursante – 4° expulsado                 |
| 2018–2019 | Benvinguts a la familia                      | Fernando «Nando» García Pedrosa  | Elenco principal; 26 episodios             |
| 2021      | Parot                                        | Julián López de Haro             | Elenco principal; 10 episodios             |
| 2022      | El inmortal                                  | Nano                             | 2 episodios                                |
| 2023      | Citas                                        | Murall                           | Aparición especial; 1 episodio             |
| 2023      | Déjate ver                                   | Bassil                           | Elenco principal; 5 episodios              |
| 2023      | Perverso                                     | Julián López de Haro             | Elenco principal; 8 episodios              |
| 2025      | El jardinero                                 | Toni                             | Colaboración especial; 2 episodios         |